# Ночь коротка
«Ночь коротка» — полнометражный художественный фильм режиссёра Михаила Беликова, снятый на Киностудии им. А. Довженко в 1981 году.

## Сюжет
Действие разворачивается в первые дни после войны. Главный герой, сирота Ваня Голубенко, живёт с теткой. Ему трудно, хотя Ваня чувствует её постоянную заботу и доброту. И поэтому делает часто непоправимые ошибки. И если бы не друг отца Меркурий, который всегда в самую трудную минуту оказывается рядом, то, может, сбежал бы Ваня от теткиной заботы в свободный и другой мир…

## В ролях
- Сергей Канищев — Иван
- Эдик Соболев — Иван в детстве
- Татьяна Каплун — Алина
- Лена Середа — Алина в детстве
- Наталия Селивёрстова — тётка Ивана
- Игорь Охлупин — Меркурий
- Евгений Паперный — отец Алины
- Валентина Гришокина — мать Алины
- Нина Шаролапова — Анжела
- Елена Коваленко — тётя Шура
- Михаил Голубович — управдом-инвалид
- Игорь Филин — Чита
- Александр Толстых — Захаркин
- Анатолий Фещенко — Петрович
- Виктор Андриенко

В эпизодах: В. Бондаренко, О. Кукушкина, Т. Славинская, А. Омельчук, Н. Трощенко, Р. Шабловская, И. Астапович, М. Голякевич, С. Дьяков, И. Егоров, А. Зуев, Г. Орлов, В. Польшин, А. Попов, Б. Романов, А. Феденко, Е. Маслянникова.

## Съёмочная группа
- Режиссёр: Михаил Беликов
- Сценарист: Михаил Беликов, Владимир Меньшов
- Оператор: Василий Трушковский
- Художник: Алексей Левченко
- Звукорежиссёр: Анатолий Чернооченко

## Саундтрек
В фильме использована музыка советских композиторов а также фрагменты из оперы К. В. Глюка «Орфей и Эвридика».

## Фестивали и награды
- 1982 — XV Всесоюзный кинофестиваль (Таллин) по разделу фильмов для детей и юношества: Первый приз и Диплом фильму «Ночь коротка» (вместе с фильмом «Праздники детства»).[1]
- 1982 — Гран-при МКФ в Мангейме, ФРГ.

## Интересные факты
- Критик Н. П. Гнатюк в своей книге «Нет предела совершенству...», достаточно тонко анализируя работу оператора фильма, заявляет, что фильм снимался в обычном городском послевоенном дворе[2]. На самом деле фильм снимался во внутреннем дворике таганрогского «Круглого дома», уникального жилого сооружения, первого и единственного в СССР в своём роде[3].